# エンタシス

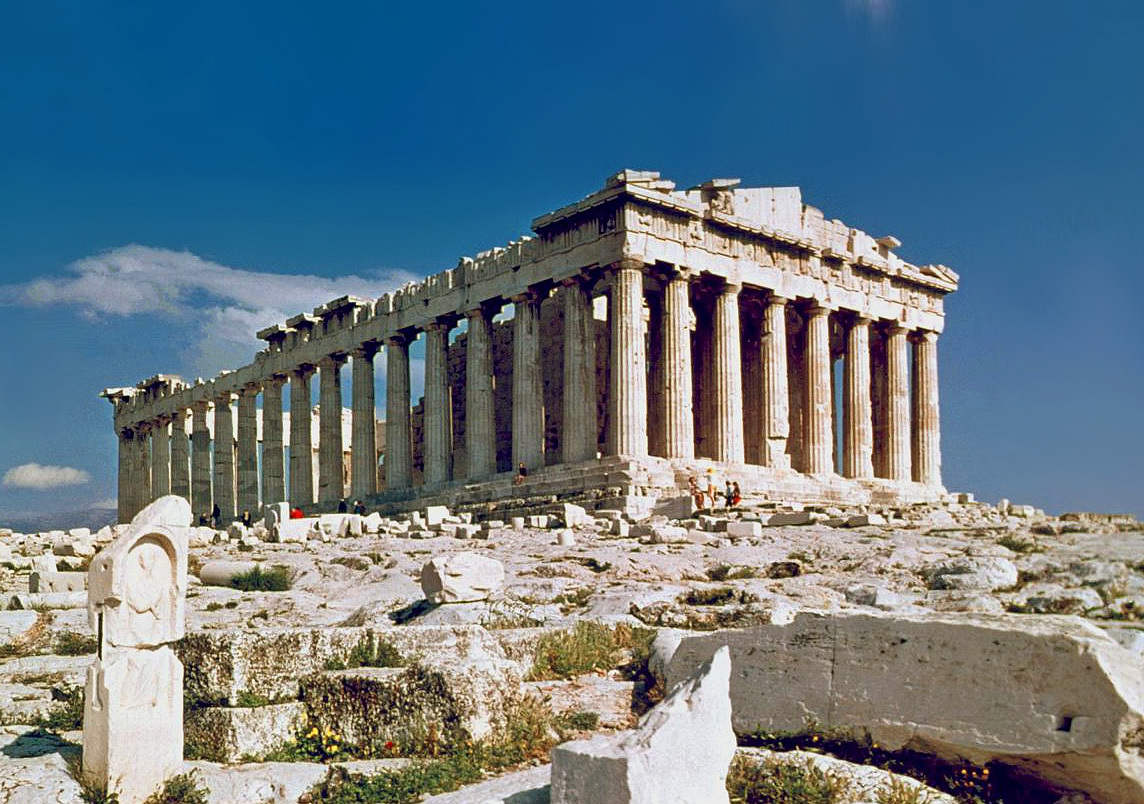
エンタシスの柱（パルテノン神殿）

エンタシス（entasis）は、建築において円柱下部もしくは中間部から、上部にかけて徐々に細くした形状の柱。
中央部が一番太い場合もある。直径の違いによるテーパー形状は緩やかにふくらみがある場合が多い。
エンタシスを施した柱を下から見上げると、真っ直ぐな円柱よりも安定して見える錯覚を生むため巨大建築物の柱に用いられ、現代の建築でも使用されている構法である。

## 概要
「エンタシス」の語はローマの建築史家ウィトルウィウスが用いたのが最初であり、「引っ張る」「きつく伸ばす」などの意味を持つギリシャ語「εντείνω (enteino)」に由来する。
古代ギリシャの神殿建築で用いられたものが有名だが、東アジアの伝統建築でも似たようなテクニックが用いられており、日本語では「胴張り」と呼ばれる。中国北宋時代の建築書『営造法式』にも記載されており、上に向かって細くなるものや、柱の下から1/3の所が最も太くなるものなどがある。

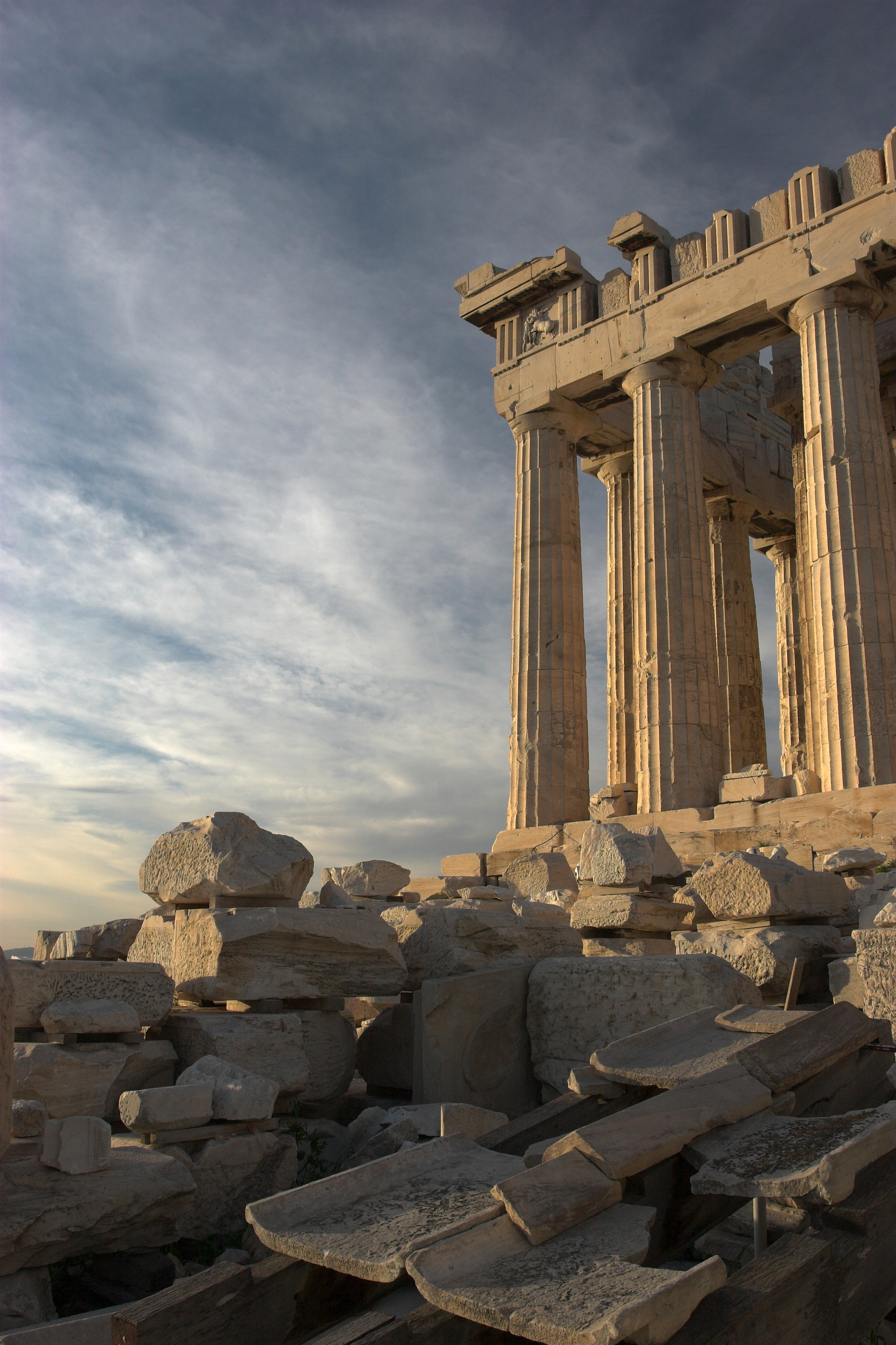
パルテノン神殿（ギリシャ）
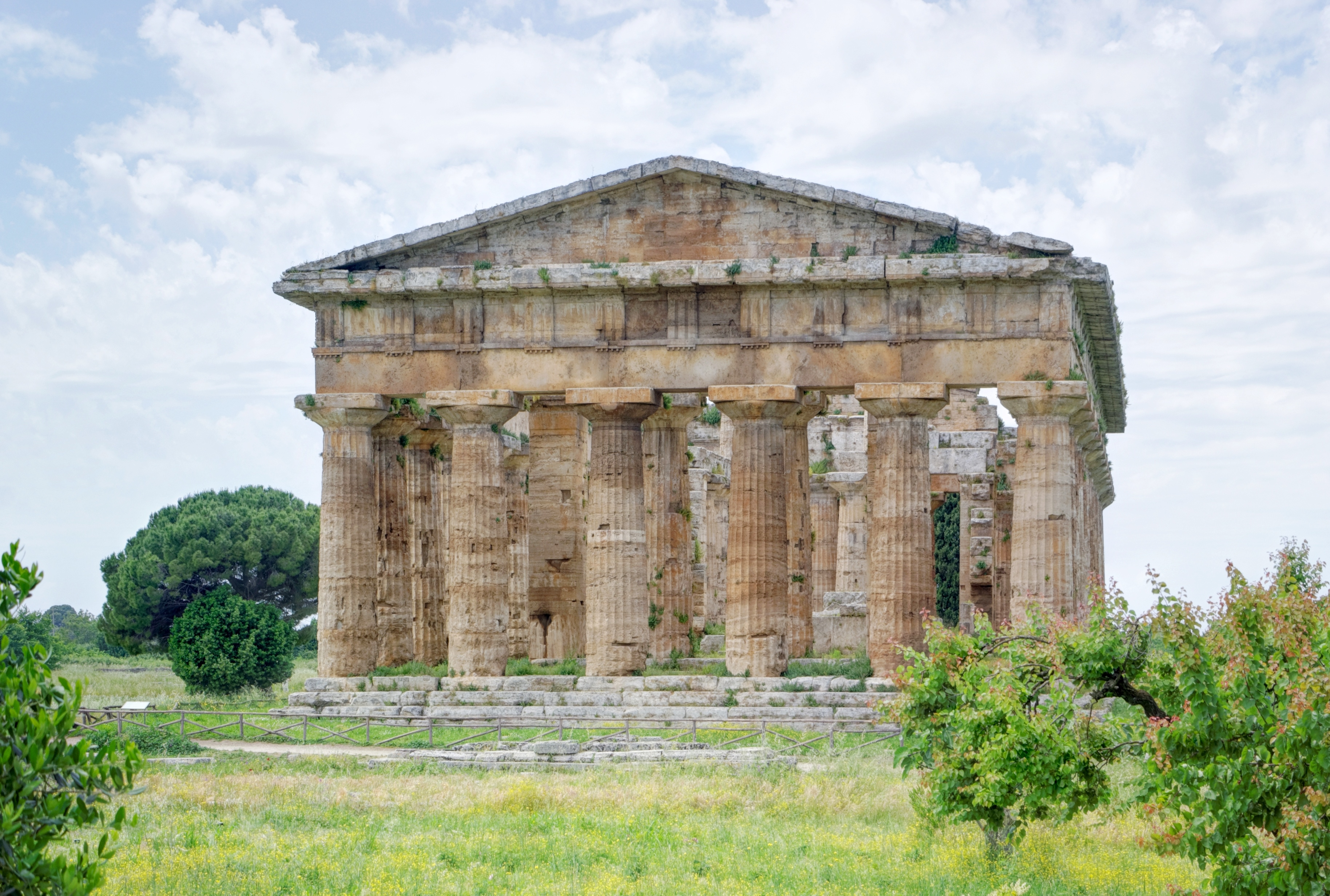
ネプトゥヌス神殿（ギリシャ）
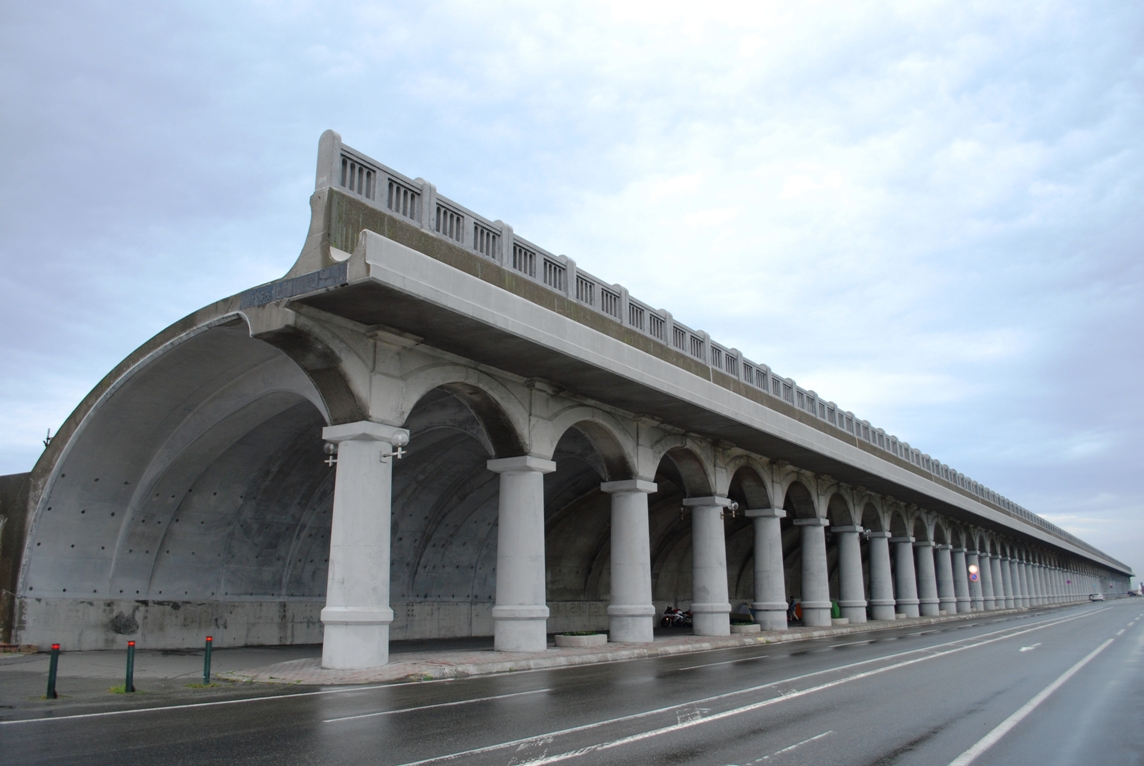
稚内港北防波堤ドーム（北海道稚内市）
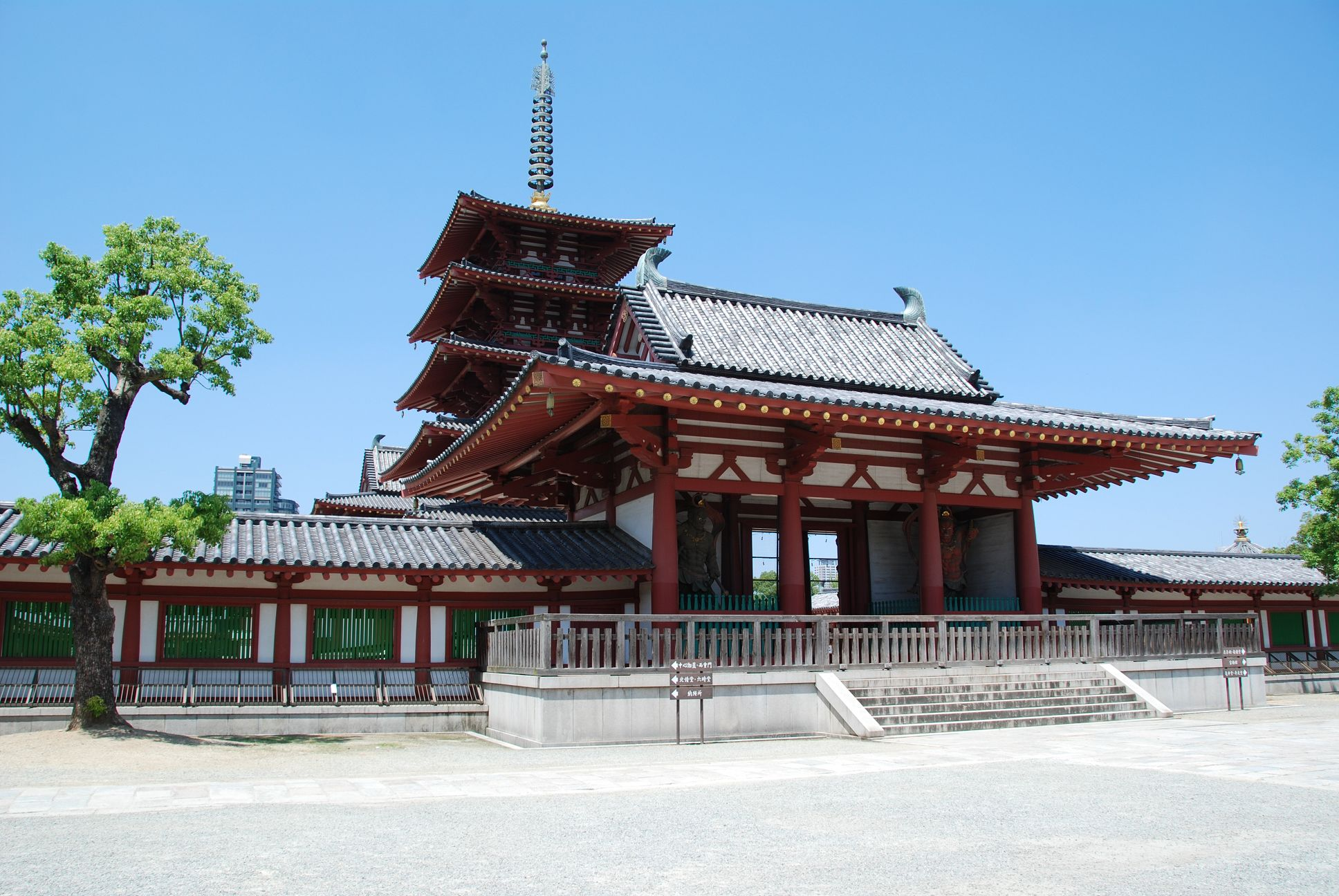
四天王寺（大阪府大阪市）（※歴史的建築を模しているが、実は鉄筋コンクリート造りで、現代建築である）
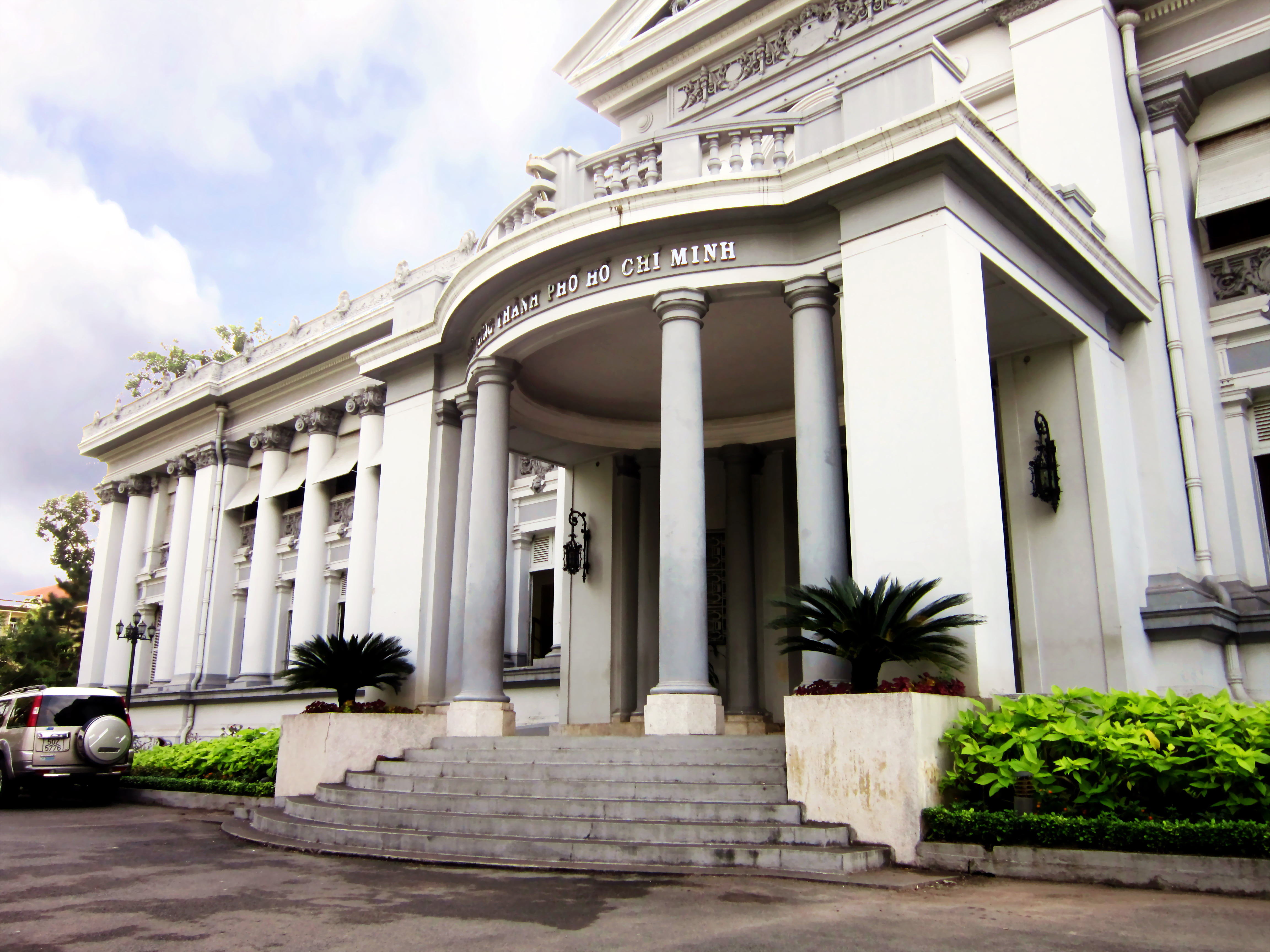
ホーチミン市美術館（ベトナム）

## 胴張り
東アジアの歴史的建築にみられる柱のふくらみを、日本では「胴張り」または「徳利柱」と呼ぶ。柱の下から1/3の所が最も太くなるタイプのエンタシスである。
奈良時代前期の法隆寺金堂には見事な胴張りがあるが、時代が下るにつれ、海龍王寺五重小塔では胴張りが少なくなり、唐招提寺金堂ではごくわずかになり、平安時代前期で消滅したと推測できる。
鎌倉時代に中国から大仏様と禅宗様が日本に伝えられ、柱の上下端を細くしたエンタシス類似の曲線を持つ柱が流行したが、これは「エンタシス」や「胴張り」とは呼ばず「粽形（ちまきがた）」と言う。
韓国では胴張りの柱を用いた仏堂が現代に至るまで建築されている。歴史的建造物としては、高麗時代の浮石寺無量寿殿（国宝第18号）や江陵客舎門（韓国国宝第51号）などがある。ベトナムでも李朝・陳朝時代からあったようだが、当地は高温多湿で木造建築が腐りやすいということもあり、15世紀以前の木造建造物がほとんど残っていない。それゆえ詳しくわかっていないが、大悲寺（後黎朝前期、現在の金蓮寺）などの発掘調査によってエンタシスの柱が見つかっている。
『営造法式』では柱の形式がまとめられており、例えば中国の世界遺産・佛光寺の大殿などで使われている、上方1/3がすぼまったタイプの柱が「梭柱」と言う名前であるが、これも英語の「entasis」に含む場合がある（「柱の上方がすぼまっているものは全てentasis」と言う広義の分類による）。日本では、法隆寺にある柱の形式はギリシャのエンタシス柱がシルクロードを通して伝わったとされた時期もあったが、経由地周辺への伝播が見つからず、現在では俗説とされる（後述）。
中国では法隆寺にあるようなタイプの胴張りは残っておらず、早い時期に廃れてしまったと見られる。しかし柿子湾崖墓（後漢時代）や義慈恵石柱（南北朝時代）などの遺跡に描かれた石刻柱を見る限りでは、おそらく古代には存在したと推測されており、中国から韓国・日本へと伝播したと考えられている。

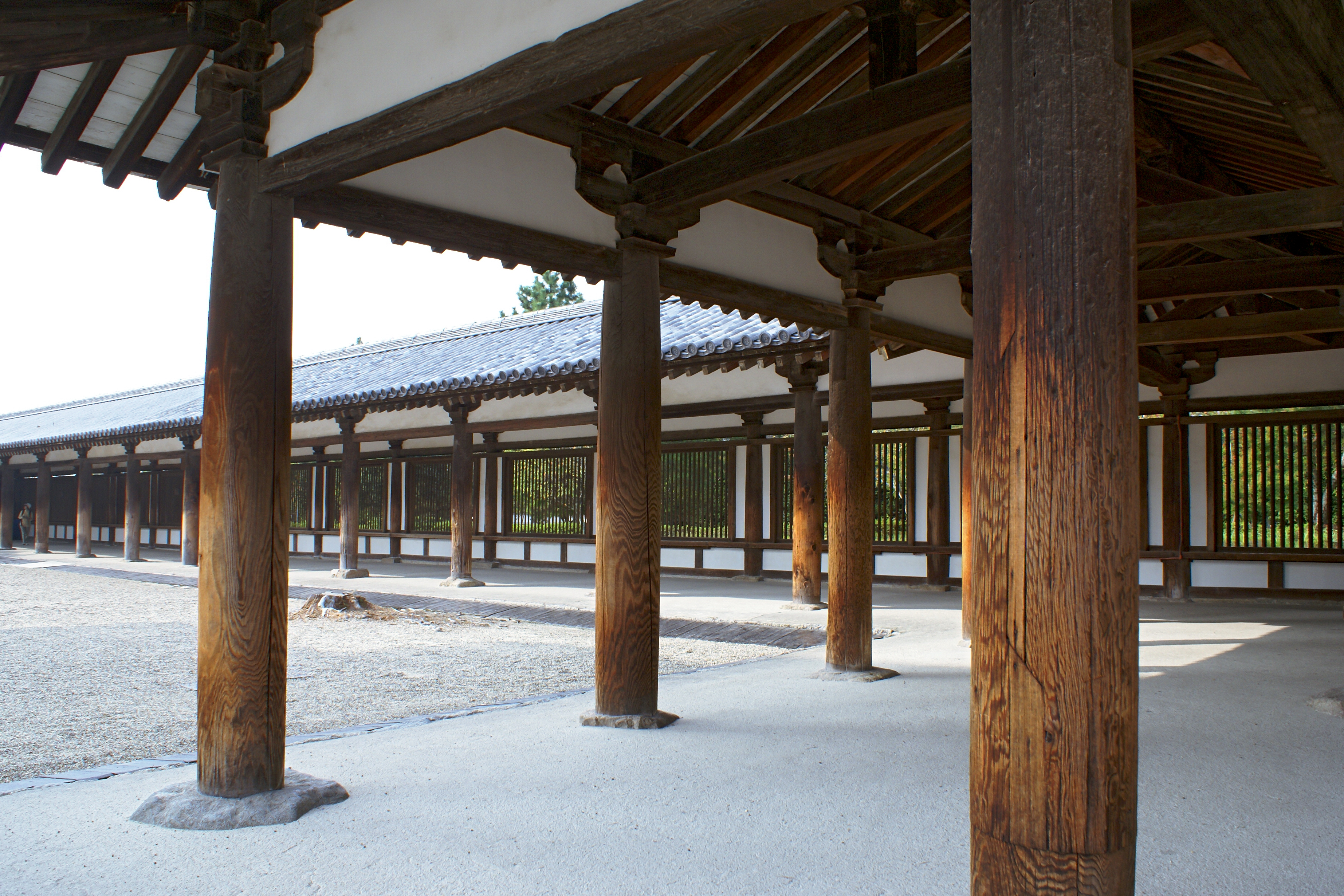
法隆寺東院伽藍廻廊（奈良県生駒郡斑鳩町）
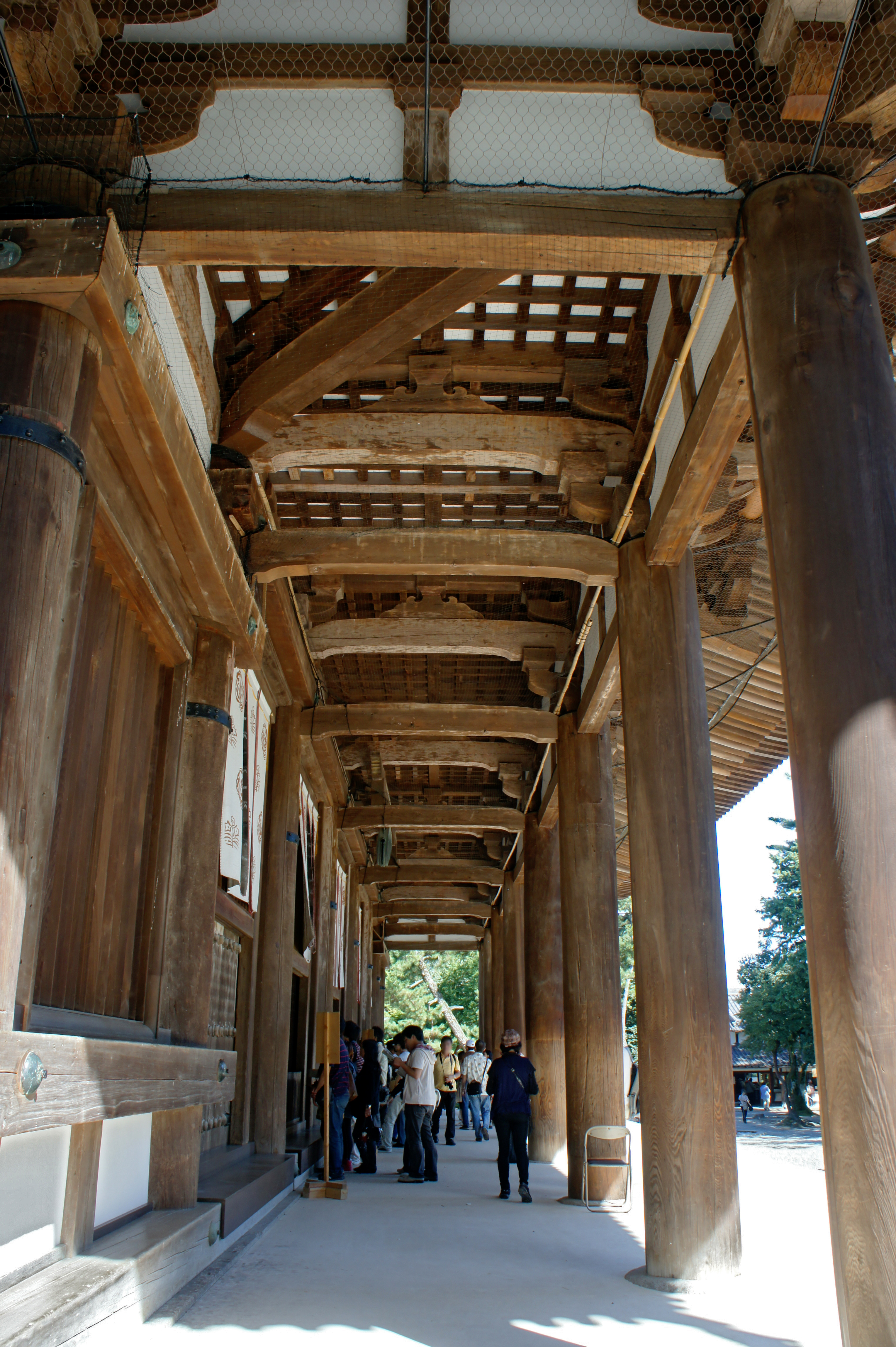
唐招提寺金堂（奈良県奈良市）
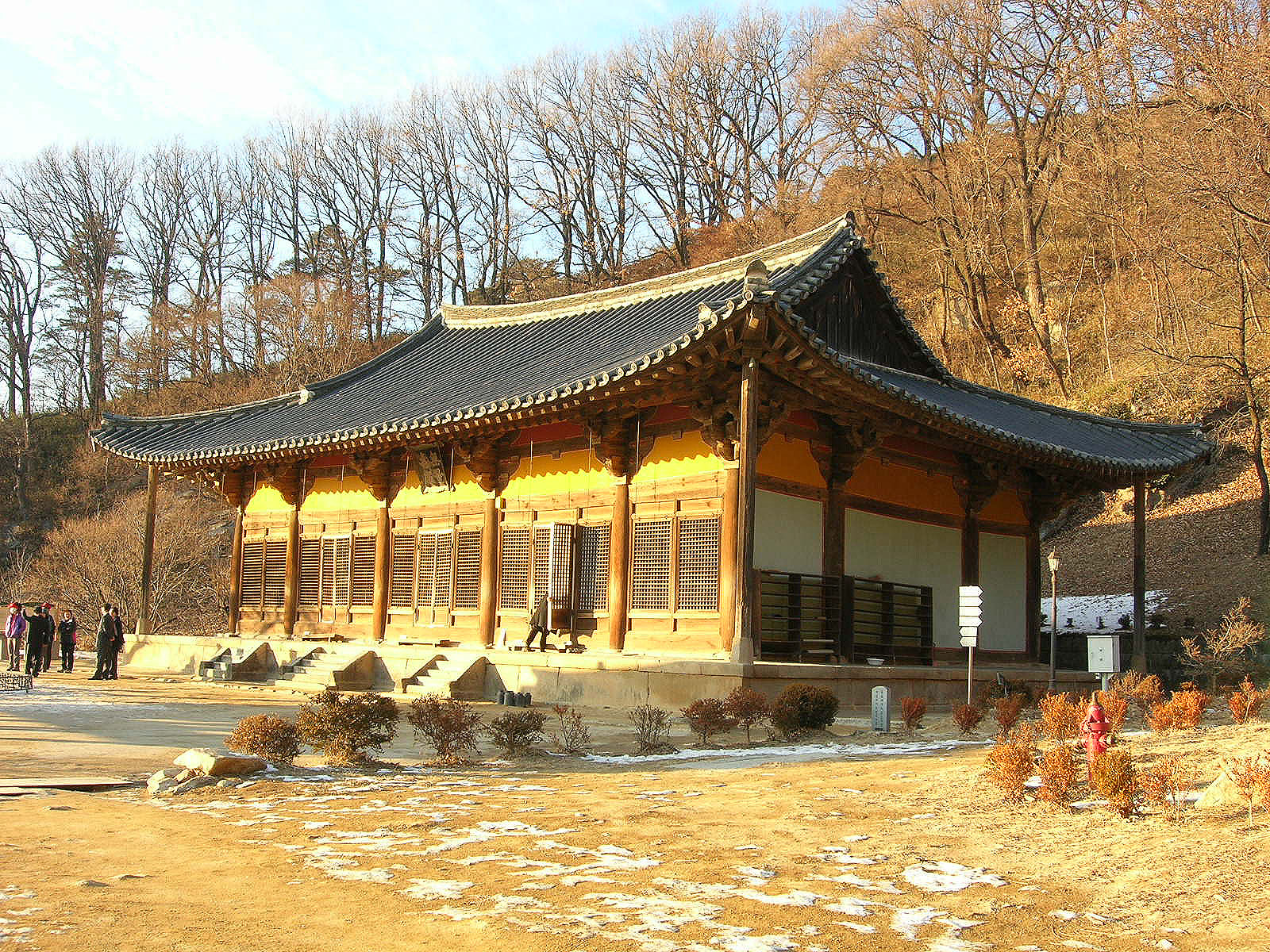
浮石寺無量寿殿（韓国）
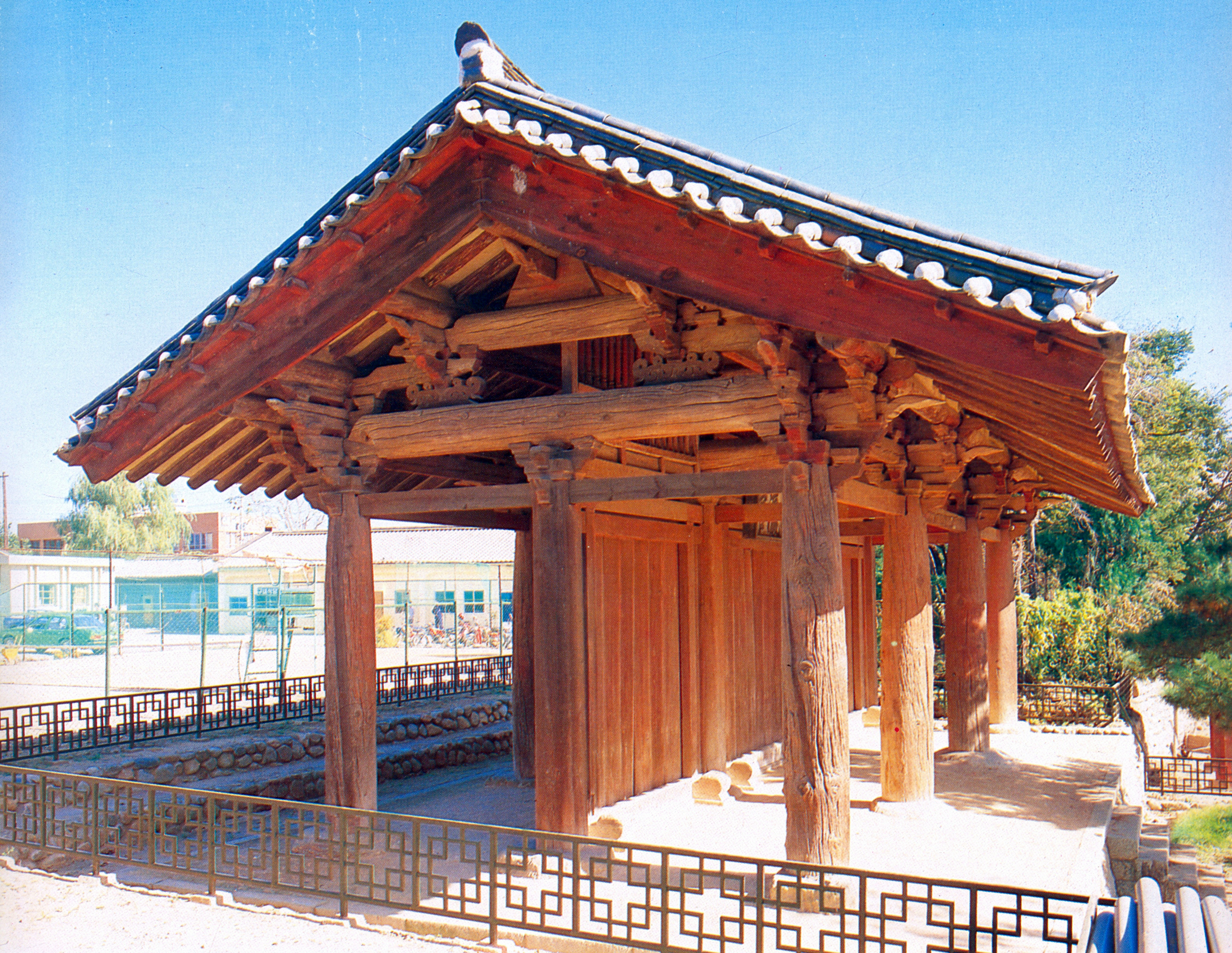
江陵客舎門（韓国）
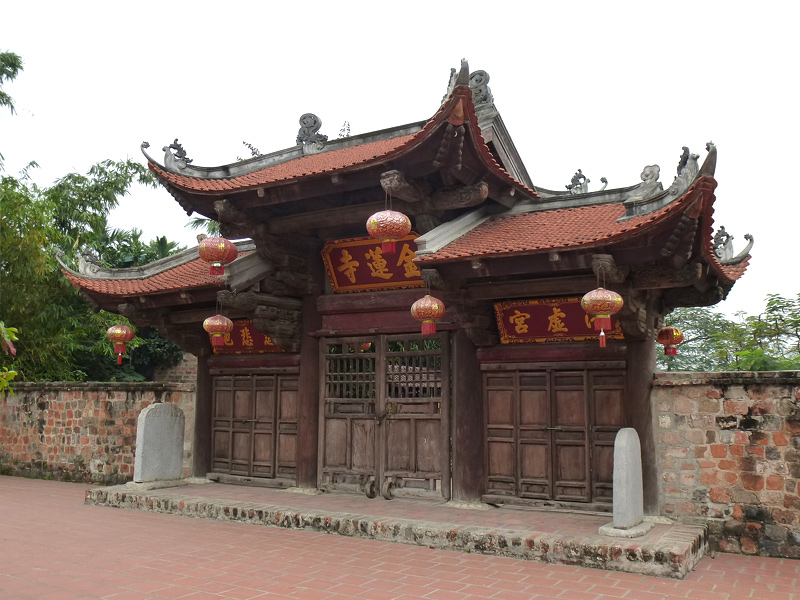
キムリエン寺三関門（ベトナム）

## 「法隆寺の胴張りの起源は古代ギリシャのエンタシス」説
1893年（日本の明治時代）、帝国大学（現在の東大）院生の伊東忠太が、法隆寺の胴張りの起源が古代ギリシャにあるとする論文（学位論文）「法隆寺建築論」を発表した。この説は和辻哲郎が昭和時代に発表したエッセイ『古寺巡礼』によって特に有名となった。
ただし、建築史家の藤森照信によると、この説は建築史的には「ウソ」とのこと。この説が生まれた背景には、明治時代の日本の建築家において、「日本建築が西洋建築に対して遅れた物である」という大きな劣等感があったため、ヨーロッパ文化の原点であるギリシャと日本の建築がつながっていることを示す狙いがあったという。
ギリシャ美術史研究家の前田正明も、ギリシャ建築様式とその周辺諸国への伝播の経緯から考察し、「たとえそこにエンタシスが観られるからといってこの法隆寺の中門、金堂内陣などの柱をドリス様式の影響と観るのは誤りである。」と否定している。
伊東は自説を証明するため、中国からインド、トルコなどを経てギリシャまで3年がかりで徒歩で旅行したが、日本とギリシャ以外のどこにもエンタシスの柱を見つけることはできず、結局この説を証明することは出来なかった。なお伊東はアジアでの調査中に浄土真宗本願寺派法主の大谷光瑞が率いる大谷探検隊と遭遇したことがきっかけで交流が始まり、築地本願寺の設計依頼を受けることとなった。

## 参照
1. ↑  近藤豊『古建築の細部意匠』大河出版、p.31
2. ↑  『藤森照信×山口晃 日本建築集中講義』  淡交社 p.13
3. ↑  前田正明『ギリシアの美術さ・え・ら』 「法隆寺のエンタシス論争再考」日貿出版社 p.202